# Pierres d'Ardre

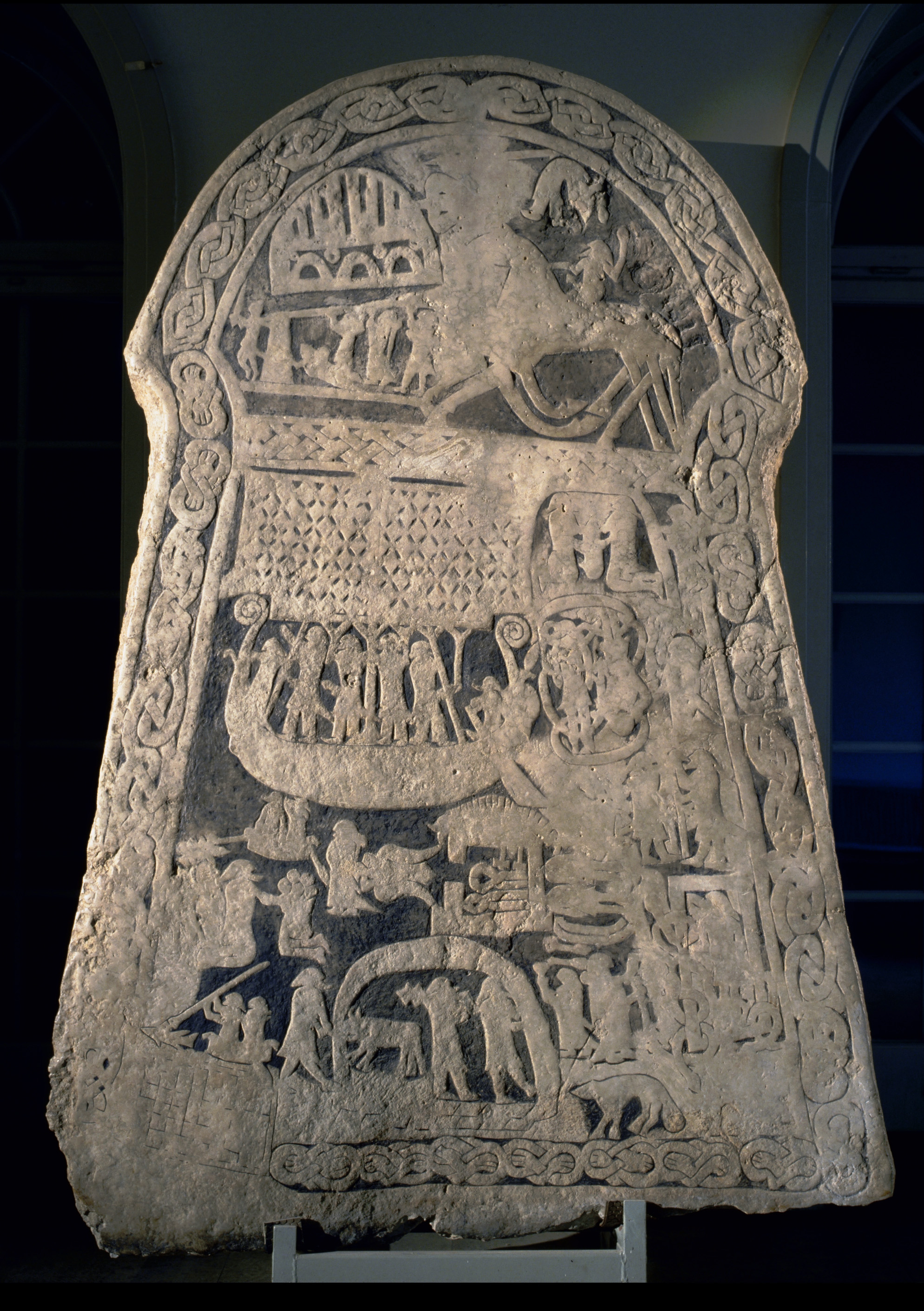
La pierre d'Ardre VIII

Les pierres d'Ardre sont une série de huit pierres historiées, datées du VIIIe au XIe siècle. De ces pierres sept comportent aussi des inscriptions runiques. Elles étaient utilisées comme revêtement sous les planchers en bois de l'église locale d'Ardre, une paroisse du Gotland, et ont été re-découvertes quand l'église fut restaurée vers 1900. Elles sont maintenant conservées au Musée historique de Stockholm.
La plus connue de ces pierres porte le numéro VIII, datée du VIIIe ou IXe siècle, elle décrit des scènes de la mythologie nordique, notamment le Völundarkvida et Odin chevauchant vers le Valhalla monté sur Sleipnir. Le motif de la chaloupe avec les marins ressemble à ce qui est représenté sur la tapisserie d'Överhogdal numéro III à Härjedalen, en Suède. 